# سيد أباد (تشناران)
سيد أباد (بالفارسية: سیدآباد) هي قرية تقع في قسم بيزكي الريفي (مقاطعة تشناران) في إيران. يقدر عدد سكانها بـ 85 نسمة .